# Горње Младице
Горње Младице су насељено мјесто у саставу општине Источна Илиџа, града Источно Сарајево, Република Српска, БиХ. Горње Младице су насеље руралног карактера и простиру се на предјелима Младчких брда. Према попису становништва из 1991. у насељу је живјело 198 становника, док је по резултатима пописа становништва у Босни и Херцеговини 2013. у овом насељу укупно пописано 154 особе, чиме је примјетан пад у броју становника.

## Географија
Насеље Горње Младице се налази у централном дијелу општине Источна Илиџа, а покрива простор Младичких брда, док се у подножју насеља простиру Доње Младице. Горње Младице су насеље изразито руралног сеоског карактера, чије становништво се претежно бави пољопривредом и сточарством. Путном комуникацијом су повезани се Доњим Младицама и Касиндолом. Према издању Републичког завода за статистику Републике Српске Систематскик списак насељених мјеста са дјеловима насељених мјеста по општинама, Горње Младице се наводе као насељено мјесто без издвојених дијелова. Ово насеље припада мјесној заједници Касиндо.

### Улице
У насељу Горње Младице налазе се сљедеће улице:
- Бранка Радичевића
- Бојовића
- Касиндолског батаљона (дио)
- Колубарска
- Милоша Црњанског
- Младичка
- Седланице
- Хајдук Вељкова
- Царице Милице (дио)

## Историја
Поп Стјепо и Владимир Трифковић описују насеља сарајевске околине у дјелу Српски етнографски зборник, Књига једанаеста. У поменутом зборник, даје се опис свих насеља која се простиру у Сарајевском пољу, док планинска насеља на сјеверној страни града и на Требевићу нису описана. За Младице се наводи да су махала која се пружа низ благу страну Младичких Брда, од највише им тачке све до у Поље до Касидолског Потока Слапњаче, затим прелази поток и иде Пољем до пута Сарајево – Кобиљ-До. У Младицама почпетком 20. вијека има свега 19 кућа. Описујућики ово насеље наводи се да на његовом подручју није примјетно постојање никаквих старирна, то јесте грађевина из старијих времена што није случај ни код једног више насеља у околини, а како нема ни каквих предања да је овдје било насеља, а породице су све скоро досељене, изводи се закључак да је ово једно од најмлађих насеља у околинк. Положај Младиица, увученост између Которца и Касиндола, упућује на то да су је населили становници тих села, насељавајући се на својим њивама, на садашњем земљишту овог насеља Насеље је најприје постало у равни, па се, множењем и досељавањем проширило и у страну Младичких Брда, на крчевине, гдје се формира нови дио насеља, то јесте данашње Горње Младице.

### Други свјетски рат
Током Другог свјетског рата страдали су сљедећи мјештани Горњих Младица:
- Маунага (Петар) Цвијa, рођенa 1900. Српкиња, носилац Партизанске споменице 1941. 1944. убијена од стране четника у Горњим Младицама.
- Папаз (Васо) Блашко, рођен 1924. Србин, убијен 1942. у директном терору у Горњим Младицама.
- Пјевић (Блашко) Глишо, рођен 1920. Србин, погинуо 1944. у НОБу Невесиња.
- Пјевић (Илија) Гојо, рођена 1895. Српкиња, убијена 1942. у директном терору у Горњим Младицама.
- Пјевић (Перо) Рељо, рођен 1924. Србин, погинуо од Немаца 1943. у логору, Матхаусен.
- Василијевић (Јово) Јока, рођена 1901. Српкиња, убијена 1942. у директном терору у Горњим Младицама.

## Култура
Горње Младице на својој територији немају изграђених вјерских објеката, а налазе се у саставу Црквене општине Касиндо чији парохијални храм је Црква Светог Варнаве Хвостанског

## Становништво
| Демографија | Демографија | Демографија |
| Година      | Становника  | Становника  |
| ----------- | ----------- | ----------- |
| 1961.       | 183         |             |
| 1971.       | 155         |             |
| 1981.       | 172         |             |
| 1991.       | 198         |             |
| 2013.       | 154         |             |

### Национални састав 2013. (коначни резултатиБХАС)
| Етнички састав према попису из 2013.‍ | Етнички састав према попису из 2013.‍ | Етнички састав према попису из 2013.‍ | Етнички састав према попису из 2013.‍ | Етнички састав према попису из 2013.‍ |
| ------------------------------------ | ------------------------------------ | ------------------------------------ | ------------------------------------ | ------------------------------------ |
|                                      |                                      |                                      |                                      |                                      |
| Срби                                 | Срби                                 |                                      | 153                                  | 99,4%                                |
| Хрвати                               | Хрвати                               |                                      | 1                                    | 0,6%                                 |
| Бошњаци                              | Бошњаци                              |                                      | 0                                    | 0,0%                                 |
| Остали                               | Остали                               |                                      | 0                                    | 0,0%                                 |
| Неизјашњени                          | Неизјашњени                          |                                      | 0                                    | 0,0%                                 |
| укупно: 154                          |                                      |                                      |                                      |                                      |